# 妖しのセレス オリジナル・サウンドトラック Vol.3
『妖しのセレス オリジナル・サウンドトラック Vol.3』は、テレビアニメ『妖しのセレス』のサウンドトラック。2000年12月6日にポニーキャニオンよりリリース。

## 解説
前サウンドトラック『妖しのセレス オリジナル・サウンドトラック Vol.2』より約2ヵ月半後のリリース。また妖しのセレス作品としてはドラマCD『妖しのセレス ドラマアルバム 天女の歌声〜The Hevenly Voice〜』より約2ヵ月後のリリースである。前作同様にサウンドトラックは酒井良が作曲している。

## 収録曲
1. 射し
  - 作曲：酒井良
2. 哀悼
  - 作曲：酒井良
3. 予兆
  - 作曲：酒井良
4. 深く沈む
  - 作曲：酒井良
5. 別れ
  - 作曲：酒井良
6. 鼓動と幻聴
  - 作曲：酒井良
7. 親愛なる者よ
  - 作曲：酒井良
8. 葛藤
  - 作曲：酒井良
9. 太古の記憶
  - 作曲：酒井良
10. 覚醒
  - 作曲：酒井良
11. 消えゆく灰のように
  - 作曲：酒井良
12. 不調和
  - 作曲：酒井良
13. 運命
  - 作曲：酒井良
14. ある結末
  - 作曲：酒井良
15. 我が子らに至福の歓びを
  - 作曲：酒井良